# Boffles
Boffles es una comuna francesa situada en el departamento de Paso de Calais, en la región de Alta Francia.

## Demografía
| 63 | 52 | 56 | 40 | 41 | 34 | 48 |
| Para los censos de 1962 a 1999 la población legal corresponde a la población sin duplicidades (Fuente: INSEE [Consultar]) |    |    |    |    |    |    |